# Boumia
Boumia là một thị trấn thuộc tỉnh Batna, Algérie. Dân số thời điểm năm 2002 là 747 người.